# 可变权益实体
可变权益实体（英：variable interest entity, VIE）是美国财务会计标准委员会（FASB）在其颁布的第46号修订案中制定的一个术语。投资人如果拥有对某一实体的控制股权，且这一控制股权并非藉由多数投票而获得，那么相应的这样的实体（即投资标的）则被称为可变权益实体。VIE的概念与特设机构紧密相关。这个术语概念的重要性在于，如果某个公司是一个VIE的主要受益人，那么该公司在提交报表的时候必须将该VIE整合进报表中。
注：FASB在发布第167条解释时，第46号修订案以及第46号修订案（修改版）中对VIE的指导性描述已经有了更改。

## 判定标准
根据FASB ASC 810-10，即原第46号修订案（修改版），当某个实体符合下列三条标准中任一条时，可被认定为VIE。
1. 风险权益不足以支撑该实体的活动（如：该实体的资本化不充分、股东权益的所有人并无实质投票权，等等）；或
2. 风险权益的持有人作为一个整体，不足以控制该实体；或
3. 该实体的经济行为与投票利益不一致（即“反滥用规则”）。

## 中國企業與可變權益實體
由於中國內地限制外國投資者投資部分產業，例如電訊、網絡和教育。一些前往美國上市的中國企業會在中國以外的另一個司法管轄區設立離岸公司，並轉移所有收入和利潤至該離岸公司。
2021年7月30日，美國證券交易委員會主席加里·根斯勒發表聲明，指不少在美國上市的中國公司採用可變利益實體結構，而投資者往往沒有意識到自己持有的是在中國以外的另一個司法管轄區設立的離岸公司的股票，而並非以中國為總部、在中國營運的公司的股票。